# Margarita Nikolaeva
Margarita Nikolaevna Petrova, coniugata Nikolaeva (in russo Маргарита Николаевна Петрова-Николаева?, in ucraino Маргарита Миколаївна Петрова-Ніколаєва?, Marharyta Mykolaïvna Petrova-Nikolajeva; Ivanovo, 23 settembre 1935 – Odessa, 21 dicembre 1993), è stata una ginnasta sovietica.

## Palmarès

### Olimpiadi
- 2 medaglie:
  - 2 ori (Roma 1960 nel volteggio; Roma 1960 nel concorso a squadre)